# Piasecki HUP Retriever
Piasecki HUP Retriever – amerykański śmigłowiec wielozadaniowy w układzie Piaseckiego opracowany pod koniec lat 40. XX wieku dla amerykańskiej marynarki wojennej. W służbie wykorzystywany był w roli maszyny transportowej, ratowniczej oraz osłony grup okrętów. Pierwsze egzemplarze wprowadzono do służby w amerykańskiej flocie w 1949 roku, zaś w 1953 roku śmigłowce weszły na wyposażenia lotnictwa amerykańskich wojsk lądowych pod oznaczeniem H-25 Army Mule. Jedynymi użytkownikami zagranicznymi były kanadyjska i francuska marynarka wojenna. Śmigłowce zostały ostatecznie wycofane ze służby w 1964 roku.

## Historia
W 1945 roku amerykańska marynarka wojenna rozpoczęła poszukiwania nowego typu ciężkiego śmigłowca do operowania z pokładów lotniskowców oraz innych dużych okrętów. Nowy śmigłowiec miał być przeznaczony przede wszystkim do misji poszukiwawczo-ratowniczych, ale również i transportowych. Konkurentem Piaseckiego były zakłady Sikorsky’ego, które proponowały śmigłowiec Sikorsky XHJS, bazujący na klasycznym Sikorsky H-5.
Piasecki zaproponowanej konstrukcji nadał oznaczenie fabryczne PV-14. Projektanci zdecydowali się wybudować nowy śmigłowiec w układzie dwuwirnikowym i wykorzystać doświadczenie zdobyte przy opracowywaniu dwuwirnikowca Piasecki HRP Rescuer. Niewielka liczba Rescuerów została przyjęta do służby w 1947 roku w amerykańskiej flocie, Korpusie Piechoty Morskiej oraz straży wybrzeża.
W marcu 1948 roku oblatano prototyp nowego śmigłowca, który oznaczono jako XHJP-1. Łącznie wybudowano dwa egzemplarze prototypowe. Jeszcze w tym samym roku rozpoczęto prace nad trzema przedseryjnymi egzemplarzami oznaczonymi jako HUP-1. W 1949 roku przeprowadzono próby porównawcze XHJS oraz XHJP-1.
Konstrukcja Piaseckiego okazała się lepsza, dlatego US Navy złożyła pierwsze zamówienie na śmigłowce, które w służbie otrzymały oznaczenie HUP-1 Retriever. W 1949 roku pierwsze maszyny rozpoczęły służbę w amerykańskiej flocie. W latach 1950–1952 US Navy otrzymała dwadzieścia dwa seryjne egzemplarze HUP-1. W maszynach wprowadzono niewielkie zmiany konstrukcyjne względem prototypu. Śmigłowce szybko zostały użyte bojowo. W latach 1950–1953 zostały skierowane do działań w czasie wojny koreańskiej.
XHJP-1 był pierwszym śmigłowcem wyposażonym w autopilota, zaś doświadczenia z prób pozwoliły wprowadzić rozwiązanie do seryjnej odmiany HUP-2 jeszcze w 1948 roku. Oprócz zastosowania pilota automatycznego, nowa odmiana otrzymała mocniejszy silnik o mocy 550 koni mechanicznych. Amerykańska flota zamówiła 193 HUP-2. Część egzemplarzy przebudowano do wersji HUP-2S przeznaczonej do poszukiwania i zwalczania okrętów podwodnych.
W 1951 roku United States Army zamówiła siedemdziesiąt zmodyfikowanych HUP-2 mających służyć jako śmigłowce transportowe. Pierwsze egzemplarze dostarczono w 1953 roku jako H-25A Army Mule. Śmigłowce nie spełniły oczekiwań lotnictwa amerykańskich wojsk lądowych, stąd też pięćdziesiąt przekazano flocie. Tam weszły do służby pod oznaczeniem HUP-3.
W 1953 roku francuska Marine nationale przyjęła do służby piętnaście egzemplarzy HUP-2. W latach 1954 roku Royal Canadian Navy otrzymała trzy śmigłowce HUP-3 z zasobów amerykańskiej marynarki wojennej, gdzie wykorzystywano je w roli maszyn transportowych i ratowniczych.
Linię produkcyjną zamknięto w lipcu 1954 roku. Łącznie wyprodukowano 339 śmigłowców we wszystkich wariantach produkcyjnych. Śmigłowce okazały się być konstrukcją udaną. US Army uważała jednak, że nie nadają się do operowania w roli maszyn pierwszoliniowych. Planowano przeprowadzić modernizację śmigłowców poprzez montaż mocniejszych silników, jednak pomysł zarzucono z powodu uznania HUP za śmigłowce nieperspektywiczne – pojawiły się wówczas nowocześniejsze konstrukcje o większych możliwościach. Przełożyło się to na szybkie wycofanie Retrieverów z użycia. US Army wycofała wszystkie H-25 w 1958 roku, zaś ostatnie egzemplarze służące w US Navy wycofano w 1964 roku. Również Kanadyjczycy wycofali HUP-3 w 1964 roku. We Francji były używane do 1966 roku, chociaż część źródeł podaje, iż ich eksploatację zakończono rok wcześniej.

## Konstrukcja
Śmigłowce HUP Retriever to dwuwirnikowe maszyny o całkowicie metalowej konstrukcji ze stałym podwoziem. Załoga śmigłowca składała się z dwóch pilotów, siedzących obok siebie. W kabinie pasażerskiej znajdowało się miejsce dla maksymalnie pięciu pasażerów. Istniała możliwość przekonwertowania kabiny, by ta pomieściła trzy nosze dla poszkodowanych.
Śmigłowce dysponowały hydraulicznym wspomaganiem układu sterowania oraz autopilotem, co czyniło je pierwszymi produkowanymi seryjnie śmigłowcami wyposażonymi w ten system. Oprócz tego były wyposażone w wyciągarkę umożliwiającą podnoszenie ładunków o masie do 181 kilogramów, zaś sam śmigłowiec mógł zabrać ładunek o maksymalnej masie 826 kilogramów.
HUP-1 napędzany był pojedynczym silnikiem gwiazdowym Continental R-975-34 o mocy 525 KM. Model HUP-2 oraz HUP-3 wyposażono w mocniejszy silnik Continental R-975-46 o mocy 550 KM. Silnik ulokowano w tylnej części kadłuba. W celu ułatwienia serwisowania dostęp do silnika, elementów instalacji olejowej, układu chłodzenia i podzespołów przekładni możliwy był dzięki obszernemu włazowi na stropie kadłuba. HUP mógł osiągać prędkość maksymalną do 169 kilometrów na godzinę przy maksymalnym zasięgu 550 kilometrów.

### Wersje
- XHJP-1 – dwa egzemplarze prototypowe[4].
- HUP-1 – pierwsza odmiana produkcyjna, śmigłowiec transportowy i poszukiwawczo-ratowniczy dla amerykańskiej marynarki wojennej. Napędzany przez silnik Continental R-975-34 o mocy 525 KM. Wyprodukowano około trzydziestu dwóch egzemplarzy[4].
- HUP-2 – drugi wariant produkcyjny, wyposażony w mocniejsze Continental R-975-42 o mocy 550 KM oraz pozbawiony stateczników poziomych. Zbudowano 165 sztuk dla US Navy i piętnaście dla francuskiej marynarki wojennej. Po zmianie systemu oznaczeń statków powietrznych USA w 1962 roku były oznaczone jako UH-25B[4].
- HUP-2S – dwanaście egzemplarzy HUP-2 przebudowanych do roli śmigłowców zwalczania okrętów podwodnych. Wyposażone w sonar zanurzalny.
- HUP-3 – pięćdziesiąt egzemplarzy H-25A przekazanych amerykańskiej marynarce wojennej przez amerykańskie wojska lądowe. Od 1962 roku oznaczone jako UH-25C[4].
- H-25A Army Mule – siedemdziesiąt HUP-2 zamówionych dla amerykańskich wojsk lądowych. Dysponowały wzmocnioną podłogą oraz powiększonymi drzwiami[4].

## Galeria

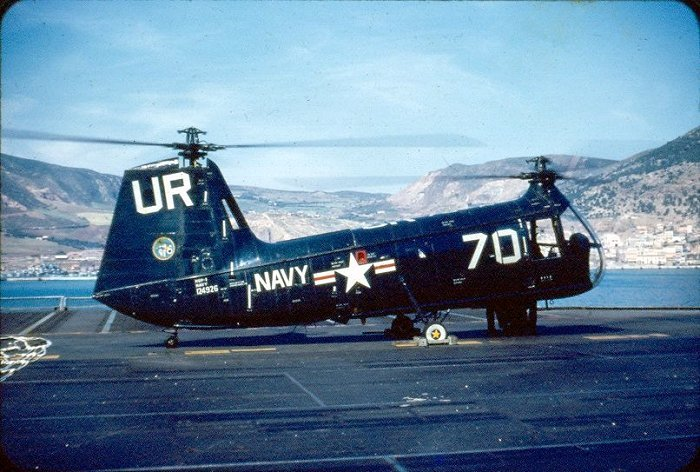
Amerykański HUP-1
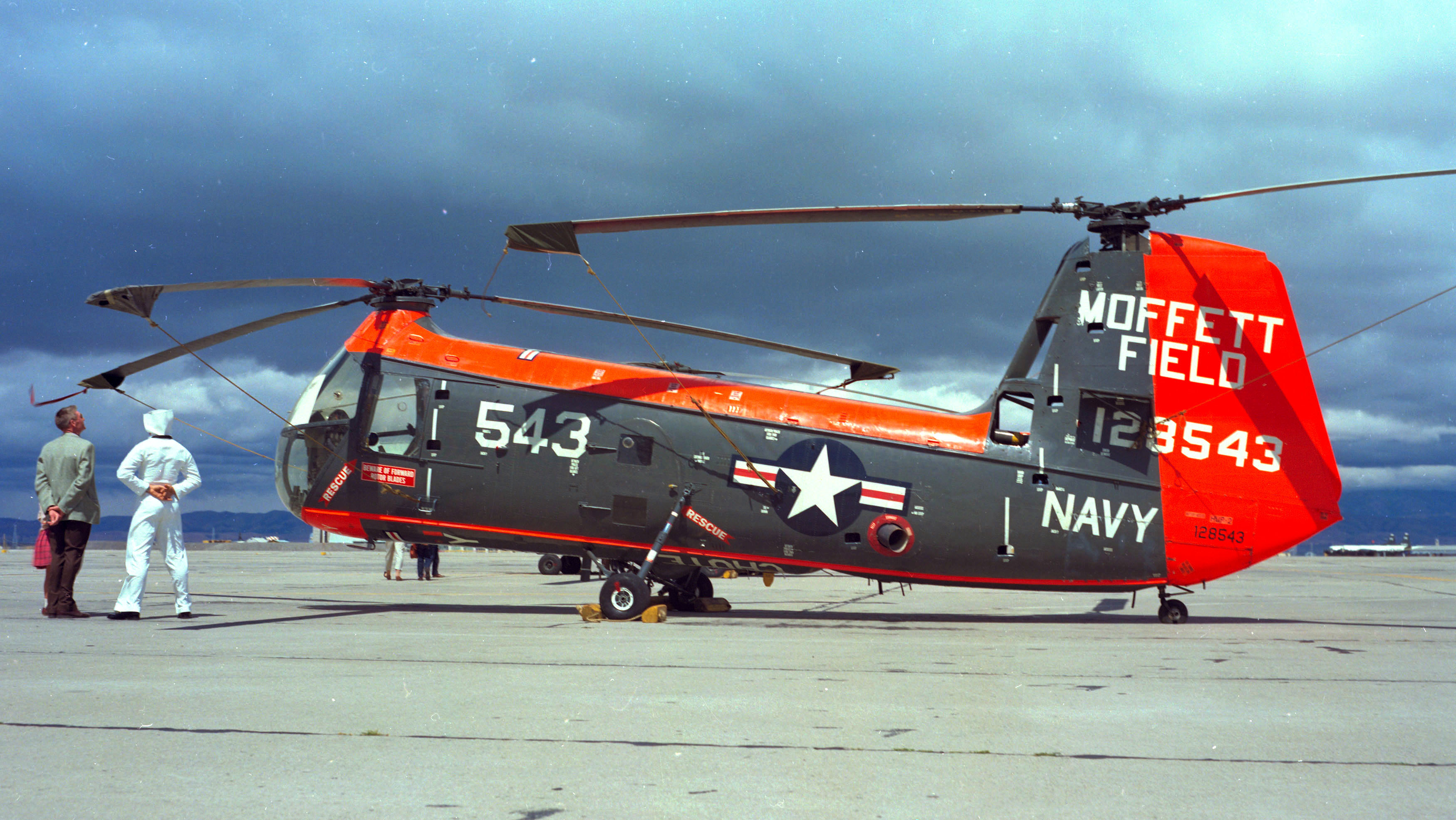
HUP-2
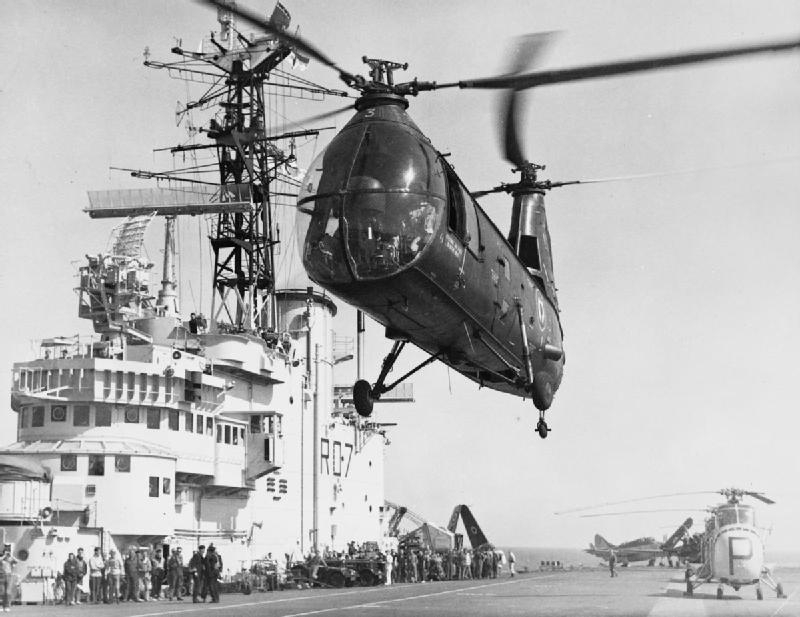
Francuski HUP Retriever lądujący na pokładzie brytyjskiego lotniskowca HMS „Albion” (R07) w 1957 roku
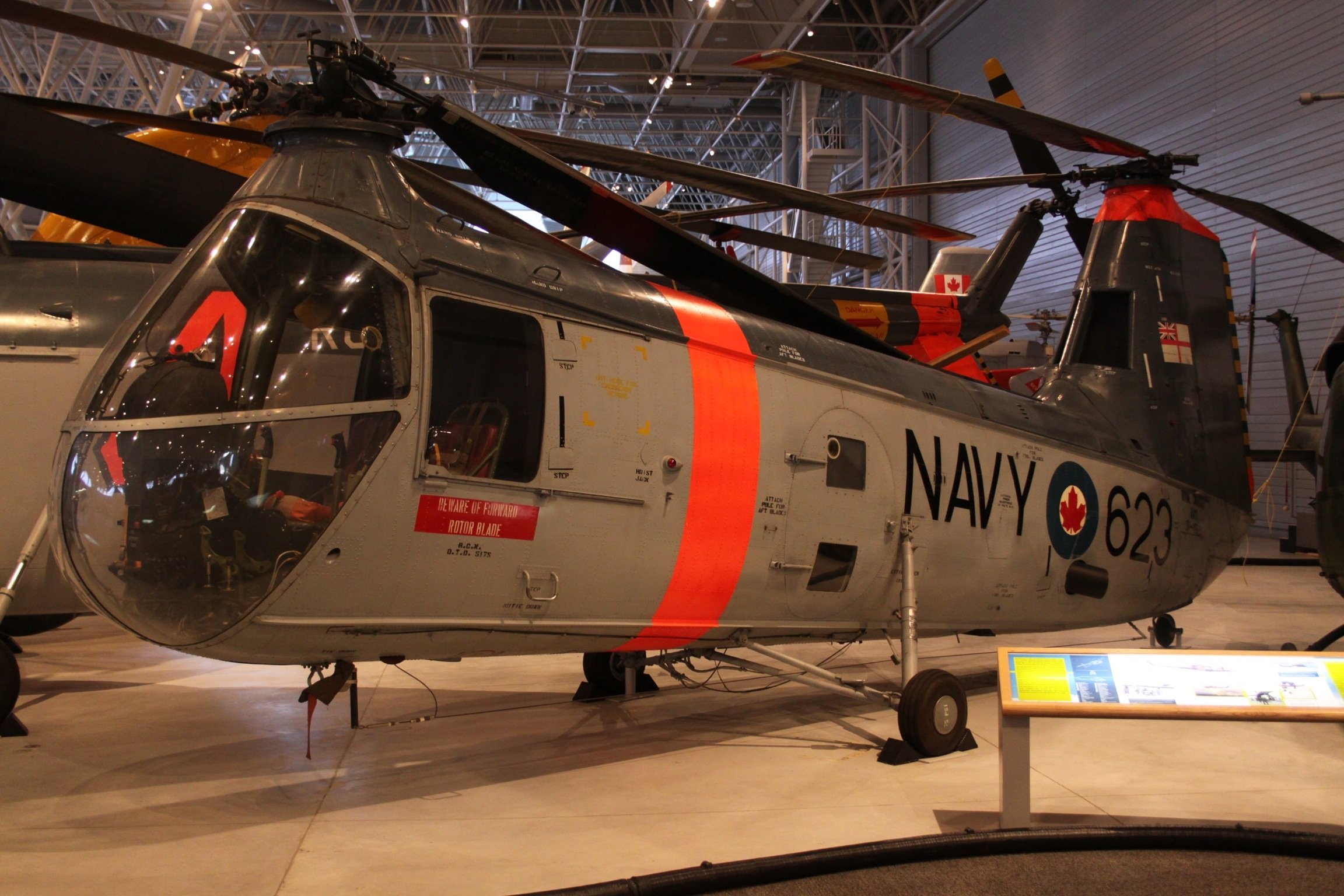
Kanadyjski HUP-3 w muzeum Canada Aviation and Space Museum w Ottawie
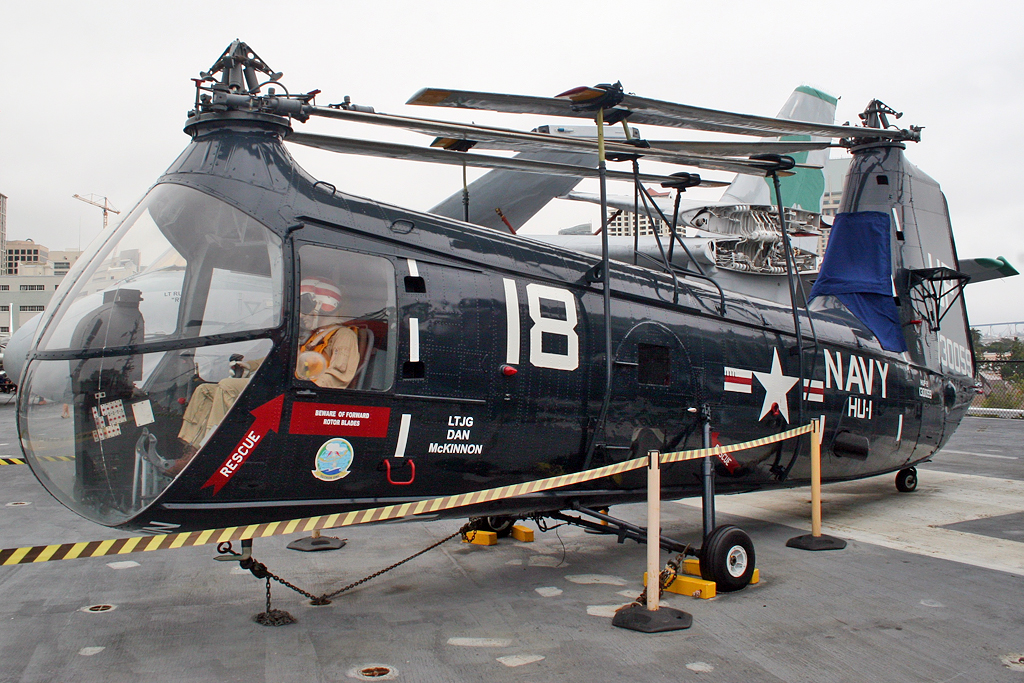
HUP-2 o numerze seryjnym 130059 prezentowany na pokładzie lotniskowca-muzeum USS „Midway” (CV-41)